# Jordanes
Jordanes, łac. Iordanes, rzadziej Iordanis, forma błędna Iornandes (żył w VI wieku) — historyk i kronikarz rzymski, notariusz. Autor wydanych w 551 r. łacińskich kronik: Gotów (Getica) i Rzymian (Romana).

## Formy imienia
W źródłach jego imię występuje zazwyczaj w formie Iordanes. Rzadziej jest nazywany Iordanisem. Forma Iornandes jest błędnym zapisem jego imienia, którego używali pierwsi nowożytni (XVI w.) wydawcy dzieł Jordanesa Konrad Peutinger (w 1515 r.) oraz Beatus Rhenatus (w 1531 r.), ponieważ zapewne w posiadanym przez nich rękopisie widniała taka pisownia, chociaż średniowieczni autorzy używali zasadniczo formy Jordanes.

## Pochodzenie
Wszystkie pewne informacje o życiu Jordanesa pochodzą z jego dwóch dzieł Getiki i Romany. Jego pochodzenie etniczne budzi wątpliwości. Na podstawie własnych słów Jordanesa z Getiki (... gentis praedictae, quasi ex ipsa trahenti originem, ...) wyciąga się różne wnioski. Interpretacja bowiem słowa quasi jest niejednoznaczna — może ono oznaczać zarówno „jako”, jak i „tak jak”.
Również analiza imion przodków Jordanesa przekazana przez niego (... Alanoviiamuthis patris mei genitor Paria, id est meus avus, notarius ... fuit) ma ograniczoną siłę dowodową względem jego pochodzenia. Samo imię Jordanesa nie może być wyznacznikiem tegoż, jest bowiem imieniem chrześcijańskim. Z powyższego fragmentu Getiki wynika, że jego dziad miał na imię Paria. Według jednej z hipotez etymologia tego imienia wykazywałaby proweniencję gocką (Farja — szyper), z tym że miałoby to być imię zastępcze (przezwisko), a nie imię właściwe. Według innej — imię dziada Jordanesa wiązać należy z awestyjskim mianem pairika wywodzącym się od rdzenia paryā-, oznaczającego w tym przypadku młodzieńca. Co do sprawiającego więcej problemów imienia ojca Jordanesa wysuwano kilka domysłów, m.in. emendowano je do postaci Amuth(is) o germańskiej proweniencji, co od razu stało się jednak przedmiotem krytyki. Rozwiązywano je również jako frazę Alan. d. Viiamuthis, tj. łac. Alanorum ducis Viiamuthis); tym sposobem imię ojca Jordanesa miałoby brzmieć po gocku Veihamôts, tj. śmiały w boju. Ta druga interpretacja zyskała znaczne uznanie, choć pewne jest jedynie to, że w przekazanej formie istotnie zaszyte jest imię ojca Jordanesa. Wreszcie, wywodzono owo miano ze staroirańskiego aryana-vyamita, oznaczającego osobę wyróżniającą się spośród Alanów.
Najczęściej Jordanes uważany jest po prostu za Gota, a przynajmniej za pół-Gota. Nie wyklucza się jednak również, że mógł być Alanem, ale uznającym się za Gota lub po prostu Alanem. Do tych ostatnich odnosi się na kartach Getiki z sympatią, której nie mógł przejąć z pierwowzoru pióra Kasjodora. Takie próby jednoznacznego przyporządkowania Jordanesa do któregoś z plemion barbarzyńskich bywają podważane ze względu na dosłowność odczytania, co prowadzi do określenia historyka jako osoby najprawdopodobniej pochodzącej ze Scytii Mniejszej lub Mezji. Był osobą zasymilowaną w środowisku rzymskim.

## Życie
Jordanes żył około połowy VI wieku, przypuszcza się, że mógł urodzić się około 480 r. zapewne na Bałkanach. Jordanes był wnukiem Parii, który był notariuszem Kandaka, wodza ludów irańskich (Alanów) i germańskich (Gotów) zamieszkujących Scytię Mniejszą i Mezję Dolną (diecezja tracka). Również jego ojciec Alanoviimuthis(?) mógł być notariuszem, choć nie zostało to zapisane w tekstach przez syna. Związki rodziny Jordanesa z rodem Kandaka były dość mocne, ponieważ przyszły historyk tuż przed swoją conversio pracował zapewne w tamtych rejonach jako notariusz u siostrzeńca wodza Guntigisa, zwanego Bazą, będącego zarazem rzymskim magistrem militum. Nie wiemy na pewno, co robił w późniejszych czasach, kiedy tworzył Geticę i Romanę. W późniejszym okresie prawdopodobnie został duchownym, najpewniej scytyjskim mnichem. Jordanes mówił i umiał pisać po łacinie, jednak nie ustrzegł się błędów językowych. Znał również grekę, ponieważ gramatyka i ortografia Getiki pełna jest grecyzmów, choć niekiedy twierdzi się, że nie operował nią biegle.
Reszta wiadomości o Jordanesie oparta jest na domysłach i mniej lub bardziej uzasadnionych hipotezach, niepopartych jednak niezbitymi dowodami i często kwestionowanych. Uznawano za możliwe, że był biskupem albo Rawenny (na podstawie dokładnego opisu miasta w Getice), albo leżącej w południowej Italii Krotony, albo którejś z północnoafrykańskich diecezji. Utożsamiano go również z „obrońcą kościoła rzymskiego” wspominanym w liście papieża Pelagiusza do biskupów Toskanii z roku 556, a także stwierdzano, że był bliskim przyjacielem i współpracownikiem papieża Wigiliusza, choć z drugiej strony zwracano uwagę na niewłaściwy sposób zwracania się do niego przez historyka. Istnieje też hipoteza, że Jordanes należał do ludzi związanych z rodem Anicjuszy, co jest jednak kwestionowane, i przyjaźnił się z Kasjodorem, co jednak nawzajem się raczej wyklucza.
Problematyczna jest także kwestia konwersji (conversio) Jordanesa, sygnalizowanej przez niego we wstępie Romany. Proponowano następujące wytłumaczenia: chrzest Jordanesa-poganina, chrzest Jordanesa-arianina, przejście do stanu kapłańskiego (w tym, ewentualnie, zostanie biskupem) lub przejście do stanu mniszego. Uprawomocniając to samym wydźwiękiem tekstu, rozumiano ten termin również jako synonim religiosus, oznaczający nawrócenie na prawdziwe przestrzeganie słów Bożych.

## Poglądy
Sympatie probizantyńskie Jordanesa są dobrze widoczne, a sam napisał, że Getica powstała dla chwały cesarza Justyniana I Wielkiego. Historyk uważał go za prawowitego władcę i był zwolennikiem (inaczej niż Kasjodor) ścisłej współpracy Gotów z cesarstwem wschodniorzymskim. Opowiadać się miał za sojuszem Rzymian i Gotów, który miał istnieć od zawsze a którego uosobieniem miał być cesarz pochodzący z obu rodów władców — związanych z Justynianem Anicjuszy (cesarstwo) i Amalów (Goci). Jawi się jako zwolennik zlania się obu znanych mu rzeczywistości: Romanii i Gotii w jedność, tak jak on sam łączył swoje legitymistyczne rzymskie podejście z uwielbieniem dla barbaryzmu gockiego. Nie tworzył swoich dzieł, by schlebić swoim własnym gockim sentymentom, lecz w określonych celach politycznych. Jordanes miał uważać, że młody syn Germanusa i Matasunty jest niejako nadzieją na nową, wspólną przyszłość dla obu etnosów. Takie zapatrywania Jordanesa na kwestię gocko-rzymskich interakcji są kwestionowane. Podnosi się, że w jednym z utworów (Romanie) jego stosunek do Gotów nie jest jednoznacznie pozytywny, co tłumaczy się właśnie autorskim wkładem (w przeciwieństwie do Getiki). Ceni zdecydowanie wyżej waleczność u Belizariusza i cnoty u Justyniana niż tożsame zalety u Gotów. Sam Jordanes czytelnikowi swoich tekstów przekazuje praktyczny wykład dziejów i zwraca jednocześnie uwagę na małą istotność świata doczesnego (ukazanego przez pryzmat tragicznych historii różnych społeczności) i na to, że prawdziwe ukojenie może przynieść jedynie zwrot ku Bogu.

## Twórczość
Jordanes jest autorem dwóch, obu wydanych najprawdopodobniej w 551 r., gdy był już osobą starszą, dzieł, tj. Historii Rzymskiej (Romana) i Historii Gockiej (Getica). Swoje utwory napisał albo w samym Konstantynopolu lub w jego okolicach, albo w którymś z klasztorów w Mezji bądź Tracji. Ta druga możliwość była negowana ze względu na znajomość przez Jordanesa najnowszych kronik i najnowszych wydarzeń politycznych. Rozpoczęte prace nad Romaną zlecone przez przyjaciela Wigiliusza musiał przerwać, by zająć się, na prośbę swojego innego przyjaciela Kastaliusza, dokonaniem skrótu Historii Gockiej Kasjodora i dopiero po ukończeniu tego zadania powrócił do przerwanej pracy. Przypuszczano, że był — jeśli uznawano go za uchodźcę z italskiej Krotony, a jego przyjaciela Kastylisza uznawano także za mieszkańca Italii — szczególnie predestynowany do stworzenia kompilacji Kasjodorowego dzieła i że napisał ją w porozumieniu z tym ostatnim.
Zwłaszcza Getica ma duże znaczenie dla nauki historycznej, stanowi bowiem wyciąg z cennej a niezachowanej pracy Kasjodora i jest dla wielu wydarzeń z ich historii jedynym źródłem, chociaż należy pamiętać, że zostały tam dodane treści pochodzące również z innych źródeł. Romana nie ma takiego statusu, ponieważ zachowały się inne źródła dla przedstawianych w niej informacji. Wartość historyczną umniejsza też nierzadkie mieszanie przekazów historycznych z legendarnymi. W swoich utworach często używa języka genealogii biblijnej.
Twórczość i umiejętności pisarskie Jordanesa oceniane są raczej negatywnie: przypisuje się mu brak krytycznego oglądu opisywanych wydarzeń i operowanie niezdarną łaciną, chociaż nie pozwala to na uznanie go za osobę, będącą całkowicie illiterata. Brak obu tym utworom wartości literackiej.

### Źródła
- Iordanis Romana et Getica, ed. Th. Mommsen, Berlin 1882 (Monumenta Germaniae Historica. Auctores Antiquissimi 5,1).

### Opracowania
- Altheim F., Geschichte der Hunnen. Bd. 5: Niedergang und Nachfloge, Berlin 1962.
- Christensen A.S., Cassiodorus, Jordanes and the History of the Goths, transl. H. Flegal, Copenhagen 2002.
- Croke B., Cassiodorus and the Getica of Jordanes, „Classical Philology”, vol. 82, No. 2 (1987), s. 117-134.
- Friedrich J., Über die kontroversen Fragen im Leben des gotischen Geschichtschreibers Jordanes, „Sitzungsberichte der philosophisch-philologischen und der historischen Klasse der K. B. Akademie der Wissenschaften zu München”, Jg. 1907, s. 379-442.
- Grienberger Th. von, Die Vorfahren des Jordanes, „Germania. Vierteljahrsschrift für deutsche Alterthumskunde”, Jg. 34, 1889, s. 406-409.
- Grimm J., Kleinere Schriften, Bd. 3: Abhandlungen zur Litteratur und Grammatik, Berlin 1866.
- Janiszewski P., Ablabios „descriptor Gothorum gentis egregius” i studia nad fragmentami zaginionych dzieł historyków antycznych, [w:] Chrześcijaństwo u schyłku starożytności. Studia Źródłoznawcze, t. 6, red. P. Janiszewski, E. Wipszycka, R. Wiśniewski, Warszawa 2007, s. 9–31.
- Kasperski R., Amalowie a Wizygoci. Kasjodor i Ablavius – dwie relacje o władzy amalskich królów na Gotami, „Studia  Źródłoznawcze”, t. 47 (2009), s. 1-16.
- Kasperski R., Teodoryk Wielki i Kasjodor. Studia nad tworzeniem „tradycji dynastycznej Amalów”, Kraków 2013.
- Mantke J., Iordanes, [w:] Słownik pisarzy antycznych, red. A. Świderkówna, wyd. III, Warszawa 2001, s. 270.
- Momigliano A., Cassiodorus and Italian Culture of his Time, [w:] Secondo contributo alla storia degli studi classici, Roma 1984 (Storia e letteratura. Raccolta di studi e testi 77), s. 191-229.
- Ranke L., Weltgeschichte, Bd. IV, T. 2, Leipzig 1883.
- Schönfeld M., Wörterbuch der altgermanischen Personen- und Völkernamen, Heidelberg 1911.
- Simson B. von, Zu Jordanis, „Neues Archiv der Gesellschaft für ältere deutsche Geschichtskunde”, Bd. 22 (1897), s. 741-747.
- Wagner N., Getica. Untersuchungen zum Leben des Jordanes und zur frühen Geschichte der Goten, Berlin 1967.
- Wattenbach W., Deutschlands Geschichtsquellen im Mittelalter bis zur Mitte des dreizehnten Jahrhunderts, Bd. 1, 6. Aufl., Berlin 1893.
- Zwolski E., Kasjodor i Jordanes. Historia gocka czyli scytyjska Europa, Lublin 1984 (Rozprawy Wydziału Historyczno-Filologicznego 49).